# Johan von der Pahlen
Johan von der Pahlen (* 29. června 1980) je bývalý švédský florbalový útočník a několikanásobný mistr Švédska a Česka.

## Florbalová kariéra
Pahlen s florbalem začínal ve švédském klubu Haninge IBK. Od 14 let hrál v juniorském týmu. V šestnácti odehrál první zápas za muže. V sezóně 1998/1999 s nimi získal první mistrovský titul ve švédské Elitserien a následně stříbro na Poháru mistrů. Titul obhájili i další sezónu. Během následujícím ročníku Pahlen sloužil na vojně, ale po návratu v roce 2002 se s týmem zúčastnil opět Poháru mistrů, kde zvítězili. A stejně tak i v roce 2003. V dalším ročníku přidali bronzovou medaili. V sezóně 2004/2005 tým Haninge skončil na posledním místě, vypadl z nejvyšší soutěže a z finančních důvodů skončil.
Pahlen následně přestoupil do Tatranu Střešovice, mistra předchozích pěti ročníků české nejvyšší soutěže. S Tatranem v sezóně 2005/2006 titul obhájil, když v rozhodujícím zápase finálové série vstřelil dva góly a na jeden asistoval a v základní časti i play-off byl nejproduktivnějším hráčem týmu. Stejným způsobem bodoval v základní části i finále následujícího ročníku. V té době byl jedním z mála placených hráčů ligy. Po skončení sezóny se kvůli dokončení studia vrátil do Švédska, kde odehrál jeden ročník za IBK Handen v nižší soutěži.
V létě 2008 se vrátil do Tatranu. V následující sezóně Tatran poprvé po osmi letech prohrál ve finále. Další tři ročníky ale titul opět získal a Pahlen stále patřil k nejproduktivnějším hráčům týmu. Působil v útoku s Michalem Jedličkou a Milanem Fridrichem. V rozhodujícím zápase finále sezóny 2010/2011 vstřelil minutu před koncem základní hrací doby vyrovnávací gól. V následném Poháru mistrů získal s Tatranem druhou českou stříbrnou medaili. V týmu působil i jako asistent trenéra.
Po sezóně 2012/2013, ve které Tatran poprvé v historii nepostoupil do finále, odešel kvůli pracovním povinnostem do Švýcarska, kde odehrál jednu sezónu v druhé nejvyšší lize (NLB) za Zug United. Po té působil až do roku 2019 jako hrající trenér v nižší soutěži za Zuger Highlands.

## Rodina
Pahlen pochází ze šlechtického rodu, který byl donucen po Velké říjnové socialistické revoluci utéct a opustit zámek ležící na finsko-ruských hranicích.